# Søm i støvlen
Søm i støvlen (russisk: Гвоздь в сапоге) er en sovjetisk film fra 1931 af Michail Kalatosov.

## Medvirkende
- Aleksandre Jaliashvili
- Siko Palavandishvili
- Akaki Khorava
- Arkadi Khintibidze